# Jorge Rivera del Mar
Jorge Rivera del Mar, fue un destacado músico y compositor de Juliaca , creador de la melodía del actual Himno a la ciudad de Juliaca así como otras importantes actividades artísticas entre las que destacan la transposición y rectificado del Himno Nacional del Perú.

## Biografía
Nació en Juliaca un 15 de agosto de 1897, fue hijo del ciudadano arequipeño Julián Rivera Vela y de doña Elvira del Mar. Realizó sus estudios primarios en la Escuela Fiscal del Varones N.º 8803 (Juliaca, 1121), mientras que sus estudios secundarios los hizo en el Colegio Seminario de San Ambrosio de Puno.
Su vida estuvo marcada por el accionar artístico desde sus primeros años de adolescencia, mostró un notable interés en la composición y descripción de la música andina de su época.
A inicios de la década de los 60 se traslada a la ciudad de Lima en donde, repentinamente, deja de existir a los 67 años.

## Obra
- En 1914 crea la melodía del Himno de la ciudad de Juliaca
- Fomentó la creación de diferentes grupos y expresiones artísticas como "Bohemia Andina" y "Revista Cultural Juliaca" (1925), "Centro Musical Juliaca" (1927)